# Liste der Naturdenkmale in Weilen unter den Rinnen
| Naturdenkmale | Anzahl |
| ------------- | ------ |
| FND           | 0      |
| END           | 1      |
| Gesamt        | 1      |

Die Liste der Naturdenkmale in Weilen unter den Rinnen nennt die verordneten Naturdenkmale (ND) der im baden-württembergischen Zollernalbkreis liegenden Gemeinde Weilen unter den Rinnen. In Weilen unter den Rinnen gibt es insgesamt ein als Naturdenkmal geschützte Objekte, kein flächenhaftes Naturdenkmal (FND), es handelt sich um ein Einzelgebilde-Naturdenkmal (END).
Stand: 1. November 2016.

## Einzelgebilde (END)
| Name                                | Bild | Kennung     | Einzelheiten            | Position | Fläche Hektar | Datum         |
| ----------------------------------- | ---- | ----------- | ----------------------- | -------- | ------------- | ------------- |
| 4 Kastanien bei der Ottilienkapelle |      | 84170710254 | Weilen unter den Rinnen | ⊙        | 0,0           | 28. Apr. 1995 |
| Legende für Naturdenkmal            |      |             |                         |          |               |               |